# Орловское (Вольнянский район)
Орло́вское (укр. Орлівське) — село,
Днепровский сельский совет,
Вольнянский район,
Запорожская область,
Украина.
Код КОАТУУ — 2321581302. Население по переписи 2001 года составляло 45 человек.

## Географическое положение
Село Орловское находится на левом берегу реки Днепр,
ниже по течению примыкает село Перун.